# Joaquín Samper Brush
Joaquín Samper Brush (1869-1941) fue un empresario, filántropo, abogado y político colombiano, miembro del Partido Liberal Colombiano.
Fue uno de los fundadores y artífices, junto con sus hermanos, de algunas de las instituciones y empresas más importantes de Colombia, algunas de estas aún siguen vigentes. Entre ellas se encuentran el Gimnasio Moderno, Cementos Samper, Grupo Energía Bogotá, Cruz Roja Colombiana, Country Club de Bogotá, entre otras.

## Biografía
Joaquín Samper Brush nació en 1869 en el seno de una familia de la aristocracia colombiana. Fue uno de los seis miembros de la Junta Directiva de la Empresa de Energía de Bogotá de 1897 a 1920, a la que también pertenecían algunos de sus hermanos. De hecho también pertenecía a la sociedad Samper Brush & Cía, con la que tenían importantes negocios en el país.
Además, fue uno de los creadores de la Cruz Roja Colombiana, que fue creada en una reunión de notables en el Teatro Colón de Bogotá, en 1915, y recibió reconocimiento estatal en 1916 y por parte del Ministerio de Salud colombiano hasta 1928. Samper Brush falleció en 1941 a los 72 años.

## Homenajes
Junto a su hermano Tomás, Joaquín le da nombre al torneo de golf anual más importante de Colombia: El abierto Copa Tomás y Joaquín Samper Brush, organizado por la Federación Colombiana de Golf desde 1945. El torneo internacional se celebra con frecuencia regular en el Club Lagos de Caujaral de Barranquilla o en el Club Campestre Guaymaral, a las afueras de Bogotá. Uno de los ganadores del torneo es el afamado golfista colombiano Camilo Villegas, que se hizo famoso en 2001 por ganar cinco veces consecutivas el premio amateur, y el primer aficionado en ganar el torneo desde 1972.

## Familia
Samper Brush perteneció a una de las familias más importantes e influyentes en la historia de Colombia: la Familia Samper. Era hijo del político liberal y empresario Miguel Samper Agudelo, quien fue ministro en los gobiernos de Santos Gutiérrez, Francisco Javier Zaldúa y Tomás Cipriano de Mosquera. En 1898 se postuló a la presidencia de Colombia, pero fue derrotado por Manuel Antonio Sanclemente, quien tuvo que renunciar forzosamente en 1900. 
Su padre era hermano del poeta y escritor José María Samper, que estaba casado con la poetisa Soledad Acosta de Samper, a su vez hija del académico y militar Joaquín Acosta. Una de las sobrinas de Miguel y por tanto prima de Joaquín era la religiosa y escritora Bertilda Samper Acosta, creadora de la Novena de Aguinaldos. La madre de Joaquín, María Teresa Brush era hija del portugués de ascendencia británica Santiago Alphing Brush y Roger, que se radicó en la Nueva Granada.
Los Samper Brush fueron también padres de Manuel, Santiago, María, José María, Margarita, Antonio, Dolores, Francisco, y Tomás María Samper Brush. Uno de los hijos de su hermano Tomás fue el periodista Daniel Samper Ortega, de quien descienden los hermanos Ernesto y Daniel Samper Pizano. Ernesto fue presidente de Colombia entre 1994 y 1998, y Daniel es periodista y escritor, al igual que su hijo, Daniel Samper Ospina.

### Matrimonio
Joaquín se casó con Emilia Herrera Umaña, con quien tuvo a sus seis hijos: Álvaro, Miguel, Joaquín, María Helena, Juan Manuel y Enrique Samper Herrera.